# Alexander Granach
Alexander Granach (Horodenka. 18 de abril de 1890 – Nova Iorque, 14 de março de 1945) foi um ator alemão popular nas décadas de 1920 e 1930.

## Filmografia parcial
- Das goldene Buch (1919)
- Die Liebe vom Zigeuner stammt... (1920)
- Camera Obscura (1921)
- The Big Big Boss (1921)
- Nosferatu (1922)
- Lucrezia Borgia (1922)
- Mignon (1922)
- Earth Spirit (1923)
- Fridericus Rex  (1923) – Hans Joachim von Ziethen
- Paganini (1923)
- Man by the Wayside (1923)
- Schatten – Eine nächtliche Halluzination (1923)
- A Woman, an Animal, a Diamond (1923)
- I.N.R.I. (1923)
- Die Radio Heirat (1924)
- Wood Love (1925)
- Torments of the Night (1926)
- Hoppla, wir leben! (1927)
- Svengali (1927)
- The Famous Woman (1927)
- I Once Had a Beautiful Homeland (1928)
- The Adjutant of the Czar (1929)
- The Last Fort (1929)
- Pavement Butterfly (1929)
- Flucht in die Fremdenlegion (1929)
- The Last Company (1930)
- 1914 (1931)
- Danton (1931)
- The Theft of the Mona Lisa (1931)
- Kameradschaft (1931)
- Gypsies (1936)
- Bortsy (1936)
- Ninotchka (1939)
- The Hunchback of Notre Dame (1939)
- Foreign Correspondent (1940)
- So Ends Our Night (1941)
- A Man Betrayed (1941)
- It Started with Eve (1941)
- Marry the Boss's Daughter (1941)
- Joan of Paris (1942)
- Joan of Ozark (1942)
- Halfway to Shanghai (1942)
- Northwest Rangers (1942)
- Wrecking Crew (1942)
- Hangmen Also Die! (1943)
- Mission to Moscow (1943)
- For Whom the Bell Tolls (1943)
- Three Russian Girls (1943)
- Voice in the Wind (1944)
- The Hitler Gang (1944)
- The Seventh Cross (1944)
- My Buddy (1944)

## Literatura
- Alexander Granach: There Goes an Actor. Doubleday, Dorian and Co, Inc., Garden City 1945, ASIN B0007DSBEM
- Alexander Granach: There Goes a Mensch: A Memoir. Atara Press, Los Angeles 2019, ISBN 9780982225158
- Alexander Granach: Da geht ein Mensch. Ölbaum-Verlag, Augsburg 2003, (Neuauflage) ISBN 3-927217-38-7
- Alexander Granach: From the Shtetl to the Stage: The Odyssey of a Wandering Actor. Transaction Publishers, 2010, ISBN 978-1-4128-1347-1
- Albert Klein and Raya Kruk: Alexander Granach: fast verwehte Spuren.  de, Berlin 1994, ISBN 3-89468-108-X
- Alexander Granach: Mémoires d'un gardien de bordel. Anatolia, Paris 2009, ISBN 978-2-35406-040-4
- Gad Granach: Heimat los!. Ölbaum-Verlag, Augsburg 1997, ISBN 3-927217-31-X
- Gad Granach: Where Is Home? Stories from the Life of a German-Jewish Émigré. Atara Press, Los Angeles 2009, ISBN 9780982225110